# Stephan Kullberg
Stephan Kullberg (* 10. Januar 1959) ist ein schwedischer ehemaliger Fußballspieler. Nach dem Ende seiner aktiven Laufbahn übernahm der Abwehrspieler, der mit IFK Göteborg zweimal schwedischer Meister wurde, Tätigkeiten im Trainerbereich.

## Werdegang
Der in Mönsterås aufwachsende Kullberg begann dort mit dem Fußballspielen. Später schloss er sich Åtvidabergs FF an. Mit dem Klub spielte er im hinteren Tabellenbereich der Allsvenskan. Als Stammspieler verpasste er in den Jahren nach dem Aufstieg Ende 1977 so gut wie keine Ligapartie. Die Spielzeit 1982 beendete er mit der Mannschaft um Jörgen Augustsson, Glenn Martindahl und Peter Karlsson auf dem letzten Tabellenplatz. In den anschließenden Relegationsspielen scheiterte der Klub am Mjällby AIF nach einer 0:1-Niederlage und einem 1:1-Unentschieden.
Kullberg folgte nach dem Abstieg seinem ehemaligen Teamkollegen Thomas Wernersson, der drei Jahre zuvor gewechselt war, zum IFK Göteborg. Beim amtierenden Meister ersetzte er den in die Vereinigten Staaten abgewanderten Conny Karlsson und etablierte er sich an der Seite von Stig Fredriksson, Glenn Hysén, Glenn Schiller und Tommy Holmgren auf Anhieb als Stammspieler. Nachdem er im Sommer durch einen 1:0-Endspielerfolg gegen Hammarby IF mit dem Landespokal seinen ersten Titel gewonnen hatte, erreichte er in der Meisterschaftsendrunde mit der Mannschaft ebenfalls das Endspiel. Dort setzte sie sich gegen Östers IF durch und holte das Double. In der Spielzeit 1984 stand er in allen 22 Spielen der regulären Spielzeit auf dem Platz. Die von Björn Westerberg trainierte Mannschaft hatte als Tabellenerster die Runde beendet und blieb in den PlayoOff-Spielen ohne Niederlage. Mit einem 5:1-Auswärtserfolg und einem 2:0-Sieg im Rückspiel gegen IFK Norrköping dominierte sie auch die beiden Endspielpartien. Der Titel-Hattrick blieb Kullberg jedoch knapp verwehrt. Im folgenden Jahr zog die mittlerweile von Gunder Bengtsson trainierte Mannschaft zwar erneut ins Endspiel um den Von-Rosens-Pokal, gegen den Lokalrivalen Örgryte IS verpasste die Mannschaft jedoch die Titelverteidigung.
Zur Spielzeit 1986 wechselte Kullberg innerhalb der Allsvenskan zu Djurgårdens IF. Vor Saisonbeginn spielte er im Europapokal ein letztes Mal für IFK Göteborg, als sich der Klub im Viertelfinale gegen den FC Aberdeen durchsetzte. Nach einer Verletzung von Hysén bemühte sich der Klub um eine Teilnahme des Spielers im Halbfinale, der neue Klub erteilte ihm jedoch keine Freigabe. Daher wurde der von Västra Frölunda IF ausgeliehene Ruben Svensson im Duell mit dem FC Barcelona eingesetzt. Mit dem Aufsteiger war er in der anschließenden Spielzeit chancenlos und stieg mit ihm aus der Allsvenskan ab. Nach dem direkten Wiederaufstieg war er einer der Garanten, dass sich der Klub im vorderen Mittelfeld der Liga etablierte. 1988 stand er erneut in einem Meisterschaftsfinale, gegen Malmö FF war die von Tommy Söderberg betreute Mannschaft nach einem 0:0-Remis im Hinspiel mit einer 3:7-Niederlage – Martin Dahlin erzielte vier Tore – unterlegen. 1989 traf er mit dem Klub auf denselben Gegner im Pokalfinale, auch dieses ging verloren. Im folgenden Jahr holte er auch mit dem Stockholmer Verein einen Titel: im Pokalendspiel setzte sich die Mannschaft mit einem 3:0-Sieg gegen BK Häcken durch.
In der Spielzeit 1991 zog Kullberg an der Seite von Mikael Martinsson, Krister Nordin, Jens Fjellström und Peter Skoog in die Meisterschaftsserie ein, die der Klub als Tabellenfünfter abschloss. Anschließend beendete er nach 105 Erstligaspielen für Djurgårdens IF seine höherklassige Karriere und schloss sich dem Drittligisten IF Brommapojkarna an. Mit dem Klub gewann er vor Assyriska Föreningen die Frühjahrsmeisterschaft in seiner Drittligastaffel und schaffte im Herbst den Klassenerhalt in der zweiten Liga. Nach einem neunten Tabellenplatz im Folgejahr wechselte er erneut in die dritte Spielklasse. Nachdem er am Ende der Spielzeit 1995 auch mit Gimonäs CK in die Zweitklassigkeit aufgestiegen war, beendete er seine aktive Laufbahn.
Ende 2007 schloss sich Kullberg als Assistenztrainer von Örjan Andersson dem Drittligisten Ersboda SK an. Nach dem Abstieg des Liganeulings am Ende der Drittliga-Spielzeit 2008 blieb er dem Klub treu. Im Mai 2011 verpflichtete ihn der höherklassig spielende Lokalkonkurrent Umeå FC für seinen Trainerstab.